# Ernst Ludwig
Ernst Ludwig (ur. 23 grudnia 1897, zm. ?) – polski duchowny luterański narodowości niemieckiej, komisaryczny senior diecezji płockiej Kościoła Ewangelicko-Augsburskiego w RP.

## Życiorys
4 listopada 1928 został ordynowany na duchownego. W latach 1930–1945 był proboszczem parafii w Chodeczu. W 1938 objął urząd komisarycznego seniora diecezji płockiej gdy zmarł jej dotychczasowy senior ks. Hugo Wosch.